# 细小病毒
细小病毒（英語：Parvovirus）是细小病毒科物种的简称。细小病毒科分为两个亚科：细小病毒亚科(主要寄生有脊椎动物)和浓核病毒亚科(主要寄生无脊椎动物)。细小病毒亚科是最常见的依赖病毒，它一般只辅助一些病毒如腺病毒。其他不需要辅助病毒即可感染宿主的病毒则被称为自主细小病毒。
细小病毒是线性的，属于由非分节单链DNA病毒，基因组大约有5000个核苷酸组成。细小病毒被巴尔的摩病毒分类系统分为group II病毒。细小病毒是目前最小的病毒，其直径只有18-28纳米/0.018-0.028[微米］，因此其英语来前缀Parvo在拉丁语中其实是小的意思。
细小病毒可以使某些动物患上疾病。如海星和人类。因为病毒需要主动分裂细胞来复制，所以感染的组织类型随动物的年龄而变化。病毒在任何年龄都可导致胃肠道和淋巴系统受到影响，并产生呕吐、腹泻和免疫抑制等现象，但只有在两周以内感染的猫或在子宫内感染才会出现小脑发育不全的情况，而幼犬在3到8周感染细小病毒则会患上心肌疾病。

## 基因結構
ssDNA(線狀的單股DNA)，約5kb大

## 複製過程
使用ITR (Inverted terminal repeat)做為複製 primer。以自身編碼的 Rep 蛋白質輔助宿主的 DNA polymerase 進行複製。最後將細胞裂解。

## 病理
以B19病毒為例：
主要感染紅血球之前驅細胞，進入身體後因病毒血症的免疫反應而不適，待抗體出現後，immune complex沉積在皮膚、關節等處，導致皮疹、關節痛等症狀。此時感染力已降低。
在一般人身上只會造成血紅素略為下降，但在貧血者身上可能致命。B19亦會穿過胎盤導致死胎。

## 傳播
飛沫、吸入呼吸道

## 延伸阅读
- Feline Parvovirus by Cats Protection